# 友田不二男
友田 不二男（ともだ ふじお、1917年1月1日 - 2005年2月5日（88歳没））は、日本のカウンセラー。日本のカウンセリングの先駆者である。

## 年譜
千葉県東金市に生まれる。4人兄弟の末っ子。親類達から「昼行灯」と評されていた。生まれてから半年後、全身湿疹でおおわれ、入院先の医師から見放される。漢方医によって奇跡的に助けられ、小学校6年生になるまでお礼参りに行かされた。少年時代、家族や周囲の人たちに“異常者”扱いされた父親の影響で心理学の方面へ進む。
1934年、旧制中学校卒業。肺結核により1年間浪人する。病気療養中にもかかわらず新聞の学生募集広告を見たとたんにどうにもいたたまれなくなり、父親に直談判し受験。当然身体検査で不合格になると予想したのに反し合格。これが「医者というのはふざけたヤツ」という観念が頭にこびりつく。友田は筋金入りの医者嫌い・薬嫌いであった。これは「医者や薬物が無視している“人間の精神性”を無視も軽視もできない」と記している。
1935年、東京高等師範学校文科第一部（現筑波大学の前身）入学。
1938年、東京文理科大学教育学科心理学専攻入学。心理学を専攻し猛勉強するが、入学1年半後に心理学に嫌気がさす。1941年卒業。卒論は「ヒューマン・リレーションシップ（人間関係）」論。
1941年、埼玉女子師範学校（小学校教員養成）に教諭として赴任。教壇に立って最初の1学期で“講義”を打ち切り、“学生中心の教授”を行おうとした。文部省から研究費を手交されるが、研究は悪戦苦闘のまま研究費を返還し、旧日本軍へ入隊。戦時中は幹部候補生として野戦砲兵学校で訓練を受けた後、砲兵隊の将校として広島に配属されるが、勤務態度が不真面目だったために九州の山奥に左遷される。この左遷のおかげで、広島の原爆から逃れられたのである。第二の命拾い”世俗的な善悪を超えた次元で私の人生における“第二の幸運”があった”と本人はのちに述べている。
1945年終戦。埼玉師範学校（男子部）に戻る。同校助教授、教授を歴任した後、東京文理科大学副手。同助手兼東京師範学校助教授。東京文理科大学教育相談部主任。埼玉師範学校で、教員に嫌気がさし辞表を提出。その後、母校（東京文理科大学）に勤務。
東京文理科大学では知能検査・教育相談を担当するが、最終的には失望。当時の相談とは“相談はあくまで相談である。担当者にとって大切なことは、自分の発言がどれだけ科学的に裏付けられているかであり、その発言をどれだけ忠実に実践するかは相手の責任”である。このような見解に100％失望し、辞職を決意。
1948年、人生における一大転機。自分の持った疑問に何の解答も与えてくれない“心理学というもの”に失望。無力・無価値な己を自棄的に軽視して、鬱々とした日々を過ごす。考えるのもイヤになって、動くのもイヤになって、縁側に干してある布団の上にひっくりかえって、“夢幻の境”をさまよっていたときに「馬鹿だなァ、おまえは。それがお前がやることなんだよ！」という声を聞いた時点で意識は戻った。つまり、「天の声」という意識がよぎった。これを機会に猛然と奮起する。
1949年、ローガンフォックス（当時茨城キリスト教短期大学学長）と出会う。東京文理科大学心理学科で“アメリカの心理学の現状を学ぶスタッフ講習会”の講師として招かれたのがローガンフォックス（シカゴ大学でカール・ロジャーズに師事していた心理学者）であった。その講習会に参加していた友田がフォックスに対して心理学や教育相談に対する不満や失望をぶつけたところ、「あなただったらわかるであろう本があるので貸してあげよう」と言われ“Counseling and Psychotherapy”（カール.R.ロジャーズ著、1942年出版）を借りて読む。この本に夢中になって1週間ほど読み続けたところ「これは一応確かめてみるだけの価値がありそうだ。確かめてみたい」という気になり「辞めるのはいつでも辞められる。確かめた上で辞めるなら辞めても良いではないか？」と辞職を思い直す。約2年間の試験的な臨床実践期間を経た後、本腰を入れてカウンセリングに取り組む決意をする。
1951年、國學院大學助教授となる。“教育改革”による制度変更の影響で、國學院大學から招聘がくる。友田はカウンセリングに専念したい一心で“テープレコーダー”“公務員並みの給料”“専用の個室”などを条件に移籍。
1952年、伊東博と出会う。伊東は日本におけるカウンセリングの誕生期から成長発展期に至るまで、友田不二男と二人で“カウンセリングと教育を牽引している車の両輪”と称された人物である。
1955年、日立市大甕で「カウンセリング研究検討会」を開催。ロージャーズが1967年以降に取り組んだ“エンカウンター・グループ”に先行する形で行われた。日本初のカウンセリング・ワークショップ。ロージャーズのアプローチ方を個人ではなく集団に対して適用”したという意味で、世界初の試みといえる。大甕ワークショップはその後10年続く。同年、日本初の民間カウンセリング研究団体である、東京カウンセリング・センターを設立。場所は自宅の中十条。焼失した自宅跡地に新築し、その一室を研修室にした。会費制で運営。3年ほど運営している内（集団へのアプローチ）に行き詰まる。その情況を打開する意味も含め、ロジャーズに会うため渡米を画策。
1957年、渡米。シカゴ大学カウンセリング・センターに留学。科学技術庁からの要請と援助を受けて派遣される。貨物船で渡航。期間は約半年間。シカゴへ行ったもののロジャーズはウイスコンシン大学に移動していたために会えず。シカゴを拠点に全米各地のカウンセリング事情視察。初めてロジャーズに会い、自宅に一泊する。留学中、ロジャーズとの間にはいろいろな問題があり、ロージャーズと決別し、自分自身の道を歩むことを自覚的に決断。「個人的な体験を申し上げますと、私、ロジャーズ流の、いわゆるノンディレクティブとかクライエント・センタードにおさらばしたのが昭和33年です」
1958年、東京カウンセリング・センターを解散。
1959年、財団法人カウンセリング・センターを創立。初代理事長に就任。日本で最初の法務大臣所管の公益法人として認可・設立された民間のカウンセリング団体。創立から現在に至るまで、カウンセリングの研究・実践・普及活動、カウンセラーの養成、個人相談など活動を続けている。（1961年9月「（財）日本カウンセリング・センター」に改称。これは1961年渥美半島伊良湖岬に“非行少年等の収容しカウンセリング等の新しい視点に立つ対処・対応を通じて改善更生を図る”という理念に基づいた収容施設の建設計画を遂行するための改称であったが、最終的に資金のめどが立たず幻の計画に終わった）。
1960年、信川実（広島県竹原市鴨川中学校元校長）に出会う。信川は我が国屈指の教育実践の大家。「自発協同学習」と呼ばれる独自の教育を創造・開拓した。
1963年、掌風会設立。会長に就任。「誰も投資しない。誰も儲けない。しかも会員の生活は豊かになる」という理念を掲げて発足。
1965年、掌風会機関誌「掌風」発行。1972年まで発行。創刊から3号まではわら半紙に手書きでガリ版印刷したものだった。
1966年 - 1968年「ロージャーズ全集」（全18巻）刊行。友田不二男・伊東博・堀淑昭・佐治守夫・畠瀬稔・村山正治らの手によって翻訳・編集。1年半の間に毎月1冊ずつ刊行。
1967年、「ブライアンの真空」の問題を取り上げる。ロジャーズの立場と明らかに異なる友田自身の思考を展開し、“人間の成長”における重大な問題を提起する。「関係論」立場のロジャーズに反旗を翻した自身の姿をハッキリと世に示した。「東洋思想とカウンセリング」の関連について初めて言及。「ロージャーズと東洋思想」の関連を論文発表。
1969年、カウンセラーの国家資格化に対し、反対の立場を表明。
1971年、第一回洋上カウンセリング・ワークショップ開催。日本カウンセリング・センター主催で、横浜から神戸を経て香港まで渡航。船内でのワークショップ。その後サイパン・グアム・カシミールで開催。“既成の観念もしくは概念”が通用しない、もしくは通用する範囲が乏しい海外旅行を“直接経験に密着して生きる事の意味と価値”を、意識し自覚させるもの。
1973年、掌風会機関誌「掌風ひろば」創刊。1973年5月の創刊号から、1985年10月の120号まで約12年間にわたり毎月一回発行。
1974年、参議院全国区に出馬。定員54のところ82位で落選（供託金没収）。「政治改革」「教育改革」「儲け主義からの脱却」などを公約に掲げ、日本各地を遊説したが惨敗。公約通り一切の職務を辞職し、カウンセリングから引退し、亀山山荘に居を移して農業を始める。同年、イギリスへの旅を経て、新たな方向を発見。「旅をすること」は、いろいろな意味で友田にとって重要だった（1957年アメリカ留学を皮切りに、1970年代まで10数回にわたり、イギリス、フランス、ドイツ、イタリア、ベルギー、スイス、スペイン、ポルトガル、北欧、ケニア、インド、タイ、香港、台湾、グアム、サイパン。特にイギリス（ロンドン）には特別の思い入れがあり、何度も足を運んだ。友田はロンドンで「もっとも見せかけの少ない世界」を見いだした）。
1975年、芭蕉の俳諧に本格的に取り組み始める。“農耕と蕉風俳諧”に多大な時間と労力とを費やす。結果“農耕も俳諧も老荘に近づく道”であった。「蕉風俳諧は江戸時代におけるカウンセリングであり、私たち日本人にとっては、“感受性訓練”にとって極めて有効であるばかりでなく、“カウンセラーのレスポンス”を演練するためにも極めて効果的」と友田は確信した。「野ざらし紀行 三部作」を刊行。“外来のカウンセリングからの脱却”と“日本人特有のカウンセリングの創造”を求め続けてきた自身の姿を明確に打ち出す。
1977年、横領犯として訴えられ、10年にわたり裁判で争う。かつて理事長を務めていた全日本カウンセリング関係団体連絡協議会から「掌風会の財産を横領している」と訴えられるが、一、二審共に勝訴。逆に原告側の不正経理が明るみに出る。
1984年、（財）日本カウンセリング・センターの理事長に再就任。カウンセリングの第一線から引退し、約10年間亀山山荘で農耕生活を営んでいたが、諸般の事情により現役復帰を余儀なくされる。「エントロピーの法則」について言及し始める。夏目漱石の研究・探求を本格的に着手。「漱石自身が強くかつ深く“老子（書）の思想”に基礎づけられているばかりではなく、ロジャ−ズの諸説と軌を同じくする方向へと展開し模索してゆく過程がうかがえる。カウンセリングの真髄を発掘し叙述している。」と述べる。
ミヒャエル・エンデに関心を持ち、講座で取り上げる。エンデの思想と経済観は「誰も投資しない。誰も儲けない。しかも会員の生活は豊になる。」という掌風会の理念・精神に符合すると考え、「吾と我と予と ー論語、老・荘を手がかりとしてー」と題する論文を発表。ロジャーズ・プロジェクト、第3回ICCCEPにて「日本におけるCCT普及の推進者ー友田不二男氏の仕事とその文化的含意ー」と題する論文発表。
1995年、亀山山荘に居を移し、再び農業を始める。「易経」の研究・探求に本格的に着手し、実践の形にうつし、「易経とカウンセリング」を開講。「易経」においては、人間と環境との間に明確な境界線を引くような見なし方も、アプローチ方も採用しない。友田にとって「易経」は単なる“占いの書”ではなく、「人も物（環境）も根源は皆同じである」という方向からの“自己”へのアプローチを実践するための“書”であり、かつ研究課題であった。「“自己を理論化する”などとうてい不可能にしか思えない」と述べる。「天地自然の間に存在するところの自己」もしくは「夏目漱石の“天地イコール自己”という意味での自己」に取り組んできた友田の“自己”へのアプローチは「易経」と方向性を同じくするものであった。易占の結果（卦）の一つの利用方法は卦や各爻辞や現在の自己が明確に示さる。それを元にしてカウンセリングではなかなか気づきにくい普遍的な“自己”、すなわち極めて確かな道は一人一人それぞれが道なのだという普遍性が易占の卦として、眼前に表示される。友田は始めから「易経カウンセリング」つまり「易経とカウンセリング」から“と”を抜くことを目指していた。
1998年、（財）日本カウンセリング・センター理事を退任。顧問に就任。エコマネーに取り組み始める。1999年に「カウンセリングから一切身を引いて、今後“エコマネー”に取り組んでいきたい」と発言し、「エコマネーとカウンセリング」を開講。
2005年2月5日未明、逝去。享年88。逝去1週間前、亀山山荘で開催された合宿講座の参加者らが見舞った際「今日限りで“友田不二男”をやめる。明日からは“陸軍幸運児”となる」と、改名する旨を宣言した。
2014年5月25日 「友田不二男記念室」を亀山山荘に開室。書簡類・身の回り品・書籍・講演会録画の放映。

## 著書
- 『やさしい心理学の話』草美社 1950
- 『ガイダンスのための面接法の技術』金子書房 1952
- 『カウンセリングの技術 来談者中心法による』誠信書房 1956
  - 『カウンセリングの技術 クライエント中心療法による』第2版　誠信書房 1996
- 『カウンセリング考』岩崎学術出版社 精神科学全書 1966
- 『教育公害へのアプローチ』教育への提言　青山書店  1972
- 『生涯学習入門』ビジネス社 ニュー・ライフ・ブック 1974
- 『自然と日本人 あるカウンセラーの人間探究』柏樹社 柏樹新書　1976

共著
- 『C式知能檢査手引 中学校用』小保内虎夫,岡本奎六,青木孝頼共著 世界社 1949

### 翻訳
- カール・R.ロージァズ『臨床心理学』創元社 1951
- カレン・ホルネイ『現代人と神経症』岩崎書店 1955
- プレスコット・レッキー『自己統一の心理学』岩崎書店 1955
- 『ロージァズ選書 第2巻 (精神療法)』岩崎書店 1955
- 『ロージァズ選書 第1巻 (カウンセリング)』岩崎書店 1956
- 『ロージァズ選書 第3巻 (遊戯療法・集団療法)』岩崎書店 1956
- 『ロージァズ選書 第4巻 (人格の心理と教育)岩崎書店 1956
- 『ロージァズ選書 第5巻 人格転換の心理』ロージァズ,ロザリンド・F.ダイモンド共編 岩崎書店 1957
- 『ロージァズ全集 第2　カウンセリング』佐治守夫編 岩崎学術出版社 1966
- 『ロージァズ全集 第10　成功・失敗事例の研究』編訳　岩崎学術出版社 1967
- 『ロージァズ全集 第11巻　カウンセリングの立場』編訳　岩崎学術出版社 1967
- 『ロージァズ全集 第13　パースナリティの変化』編訳　岩崎学術出版社 1967
- 『ロージァズ全集 第16　カウンセリングの訓練』編訳　岩崎学術出版社 1968
- 『ロージァズ全集 第18巻　わが国のクライエント中心療法の研究』共編　岩崎学術出版社 1968
- 『ロージァズ全集 第3巻　サイコセラピィ』編訳　岩崎学術出版社 1976
- 『ロージァズ全集 別巻 第1巻　サイコセラピィの研究-分裂病へのアプローチ』ロージァズ編 手塚郁恵共訳　岩崎学術出版社 1976
- ロージァズ『新・創造への教育 1　自由の教室』監訳 岩崎学術出版社 1984
- ロージァズ『新・創造への教育 3　教育への挑戦』監訳 岩崎学術出版社 1985

## 論文
- 「臨床心理学の進歩」『児童心理』第4巻6号 (1950)
- 「精神療法の原理と方法」『臨床心理と教育相談』第1巻3号 - 4号 (1950)
- 「ロージャズの見解 - 小見山栄一氏に問う」『青年心理』第3巻1号 (1952)
- 「教育相談の心理」『教育心理学講座 1. 適応の心理』金子書房 (1952)
- 「教育相談」『教育研究事典』金子書房 (1954)
- 「無指示療法」『現代教育心理学大系 11. 適応理論』中山書店(1957)